# Карлівська волость
Карлівська волость — адміністративно-територіальна одиниця Костянтиноградського повіту Полтавської губернії з центром у містечку Карлівка.
Старшинами волості були:
- 1904 року М. М. Бобрицький[1];
- 1913 року Данило Осипович Удовиченко[2];
- 1915 року Артем Діомидович Сириця[3].